# Famille Della Rovere
 (2 mars 2018).
Améliorez-le ou discutez des points à vérifier. 
La famille Della Rovere (en français : de la Rovère) est une famille italienne originaire du Piémont (où le nom de famille en langue piémontaise était Dla Rol) formée de deux souches, l'une noble et turinoise, l'autre roturière et savonoise, qui se sont alliées quand la seconde a produit successivement  deux papes, Sixte IV et Jules II. Elle a illustré l'histoire de l'Italie au cours de plusieurs siècles et compte en outre parmi ses membres plusieurs cardinaux, ainsi qu'un doge de Gênes. Au début du XVIe siècle, l'une des branches de la famille obtient le duché d'Urbino.

## Historique

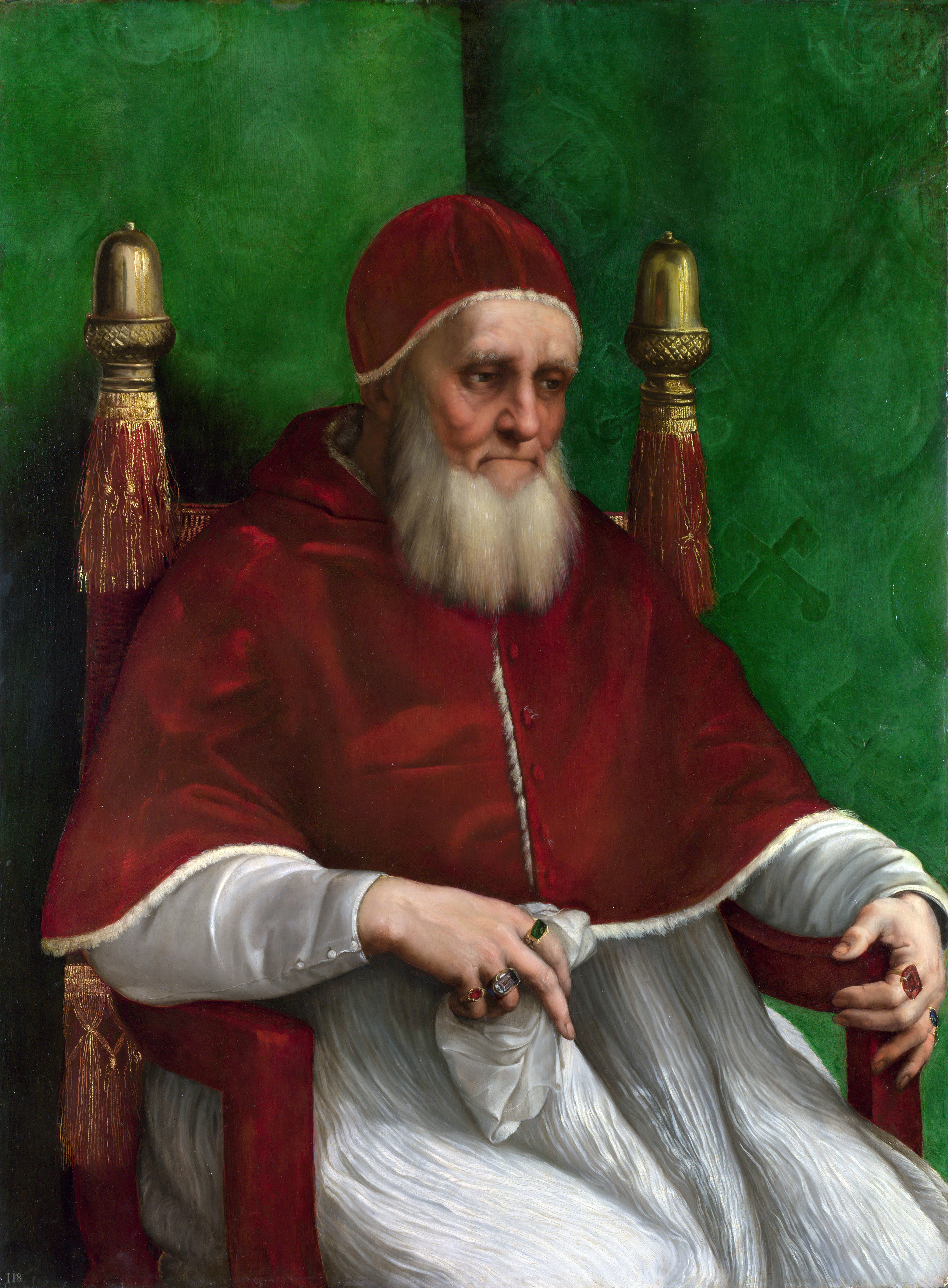
Le pape Jules II, peint par Raphael.

L'histoire de la noble famille italienne Della Rovere est complexe. La famille apparaît au début du XIIIe siècle à Turin, où elle exerce des activités financières et commerciales.
Le mariage entre Muzio Asinari et Margherita della Rovere, en 1279, montre l'existence de rapports économiques et de parenté entre la famille d’Asti et celle de Turin. Toutefois, entre cette date et le dernier quart du XVe siècle, il n'y a pas d'autres témoignages de Della Rovere à Asti.
Entretemps, au cours du XVe siècle, les Della Rovere turinois avaient atteint le statut de seigneur de Vinovo, en commençant la construction d'un nouveau château. L'ascension de la famille au sein de la noblesse piémontaise se fit par des acquisitions de charges ecclésiastiques extrêmement prestigieuses et l'obtention de fonctions diplomatiques, bureaucratiques et financières à la cour de Savoie.
L'élection au trône pontifical en 1471 de Sixte IV (Francesco della Rovere) vint compliquer les choses : Francesco della Rovere n'appartenait pas à la lignée, mais était issu d’une assez modeste famille homonyme de Savone mais aisée d'où le mariage de Leonardo della Rovere avec Lucchina Monleone, issue de la bonne et ancienne noblesse de Gênes et de Savone (à la chapelle sixtine de Savone se trouve un monument funéraire en l'honneur des parents de Sixte IV). Toutefois, entre les familles, toutes deux fréquentant les hauts milieux ecclésiastiques, se tissèrent des liens étroits, ce qui tend à les confondre. Avant l'élection de Sixte IV, la fratrie avait déjà atteint une niveau de fortune notable en acquérant des terres, des seigneuries, sur la cote ligure.
Les armoiries trouvées à Asti font référence à cette seconde phase de l’histoire de la famille, en relation avec la nomination de Giovanni della Rovere en tant que chanoine de la cathédrale en 1473 et avec l'acquisition du château de Cisterna d'Asti la même année par les Della Rovere.
Grâce aux privilèges obtenus par l’élection au trône pontifical, les membres de la famille occupèrent d’importantes charges ecclésiastiques et civiles.
Les Della Rovere obtiennent le duché d'Urbino en 1508 et en 1513 la ville de Pesaro.
En 1625, François Marie II, sous les pressions du pape Urbain VIII, cède le duché à un gouvernement ecclésiastique. Les biens de la famille furent absorbés par les Médicis, quand la dernière descendante, Vittoria, épousa Ferdinand II de Médicis. Quant à la riche bibliothèque, elle fut incorporée à la Bibliothèque apostolique vaticane.
Il existe aussi une branche patricienne génoise, parente de la branche de Savone. Cette famille Della Rovere s'illustra en donnant un doge à la sérénissime république de Gênes, Francesco Maria Della Rovere (mandat : 1765-1767) qui fut le dernier des Della Rovere de Gênes.

## Armes

Blason familial.

Les armes de la famille Della Rovere se blasonnent ainsi D'azur au rouvre d'or aux rameaux passés en sautoir (armes parlantes).

## Filiation de la branche savonaise
- Leonardo Beltramo (Léonard Bertrand) (it) di Savona (de Savone)
  - Francesco (François) (1414-1484), pape Sixte IV
  - Bartolomeo (Barthélemy), père de :
    - Leonardo della Rovere (it), duc de Sora et d'Arce, préfet de Rome

  - Raffaello della Rovere (it)
    - Leonardo
    - Julien (Giuliano) (1443-1513), pape Jules II
    - Jean (Giovanni) (1457-1501), seigneur de Senigallia, duc de Sora, époux de Jeanne de Montefeltro d'Urbino
      - François Marie Ier (Francesco Maria) (1490-1538), duc d’Urbino
        - Guidobaldo II (1514-1574), duc d’Urbino
          - Francesco Maria II (1549-1631), duc de 1574 à 1621, et de nouveau brièvement en 1623, cède Urbino au pape en 1626
            - Federico Ubaldo (Pesaro, 16 mai 1605 - 29 juin 1623), duc d’Urbino, épouse en 1621 Claude de Médicis
              - Vittoria (Pesaro, 7 février 1622 - 6 mars 1694/1695), dernière descendante, épouse en 1637 son cousin Ferdinand II de Médicis, d'où : Cosme III et Francesco Maria de Médicis

        - Giulio (Jules) († 1578), cardinal, duc de Sora
          - Ippolito (Hippolyte ; enfant illégitime, † 1620), marquis de San Lorenzo in Campo.
            - Livia (16 décembre 1585 - † Castelleone di Suasa, 6 juillet 1641) épouse le 26 avril 1599 à Casteldurante son grand-cousin François Marie II della Rovere ci-dessus
            - Giulio († 1636)
            - Lucrezia (Lucrèce ; 1589-1652) épouse en 1609 Marcantonio (Marc-Antoine) Lante (1566-1643) :
              - d'où Ippolito Lante (1618-1688), duc de Bomarzo en 1645 (cf. les articles Villa Lante et Villa Lante), souche de la famille Lante Montefeltro della Rovere, ducs de Bomarzo et de Santa Croce di Magliano

        - Giulia († 1563)

    - Luchina (1451-1515) (it ), souche des Gar(r)a della Rovere par son 1° mariage avec Gabriele Gara (dont Sisto), et des Franciotti della Rovere (dont Galeotto) par ses 2° noces en 1480 avec Giovanfrancesco Franciotti

  - Luchina (1415-1495), femme en 1433 de Giovanni Basso, marquis de Bistagno, dont :
    - Maria Basso della Rovere, épouse en 1460 d'Antonio Grosso, d'où entre autres enfants :
      - les prélats Clemente (1462-1504) ; Leonardo (1464-1520) ; et Francesco Grosso della Rovere († 1524 ; Clément et François furent évêques de Mende, comme l'avait été Jules II, alors que leur frère Léonard fut évêque d'Agen),
      - et Luchina (Lucienne) Grosso della Rovere, épouse de Stefano (Etienne) (II) della Rovere (branche turinoise des sires de Vinovo), dont :
        - Lelio (Lilian) della Rovere, sgr. de Vinovo : père de Girolamo/Gerolamo (1528-1592), archevêque de Turin en 1564-1592
        - Girolamo (Jérôme) († 1521), x 1515 Maria Grimaldi, fille de Jean II Grimaldi de Monaco et d'Antoinette de Savoie : Postérité
        - Giovanni Francesco (Jean-François) della Rovere († 1517), évêque (1510) puis premier archevêque de Turin (1515)
        - Marcantonio (Marc-Antoine) († 1538), évêque d'Agen comme l'avaient été son oncle maternel Léonard et Jules II ci-dessus.

## Personnalités
- Cardinal Clément de La Rovère et François de La Rovère, neveux et successeurs de Jules II au poste d'évêque de Mende
- Cardinal Christophe de La Rovère (branche turinoise des seigneurs de Viconuovo, alias Vinovo), archevêque de Tarentaise
- Cardinal Dominique de La Rovère, archevêque de Tarentaise, évêque de Turin
- Gerolamo/Girolamo della Rovere (Jerôme ; 1528-1592), archevêque de Turin, fils de Lelio della Rovere (branche des seigneurs de Vinovo) et de Giovanna (des comtes de) Planzasco, et neveu de Giovanni Francesco della Rovere († 1517), premier archevêque de Turin en 1515 (ci-dessus ; en)
- Alessandro della Rovere, marquis général, gouverneur-général en Sicile et ministre de la Guerre sous Luigi Carlo Farini
- Ludovico Chigi Albani della Rovere (1866-1951), religieux italien, fut le 76e Grand maître de l'ordre souverain de Malte de 1931 à 1951.